# Trichia oreinos
Trichia oreinos é uma espécie de gastrópode da família Hygromiidae.
É endémica de Austria.